# Huaiyin (Huai’an)
Huaiyin (淮阴区; Pinyin: Huáiyīn Qū) ist ein chinesischer Stadtbezirk der bezirksfreien Stadt Huai’an in der Provinz Jiangsu. Er hat eine Fläche von 1.310 Quadratkilometern und zählt 789.747 Einwohner (Stand: Zensus 2010). Sein Hauptort ist die Großgemeinde Wangying (王营镇).

## Administrative Gliederung
Auf Gemeindeebene setzt sich der Stadtbezirk aus vierzehn Großgemeinden und sieben Gemeinden zusammen. 